# Łopień

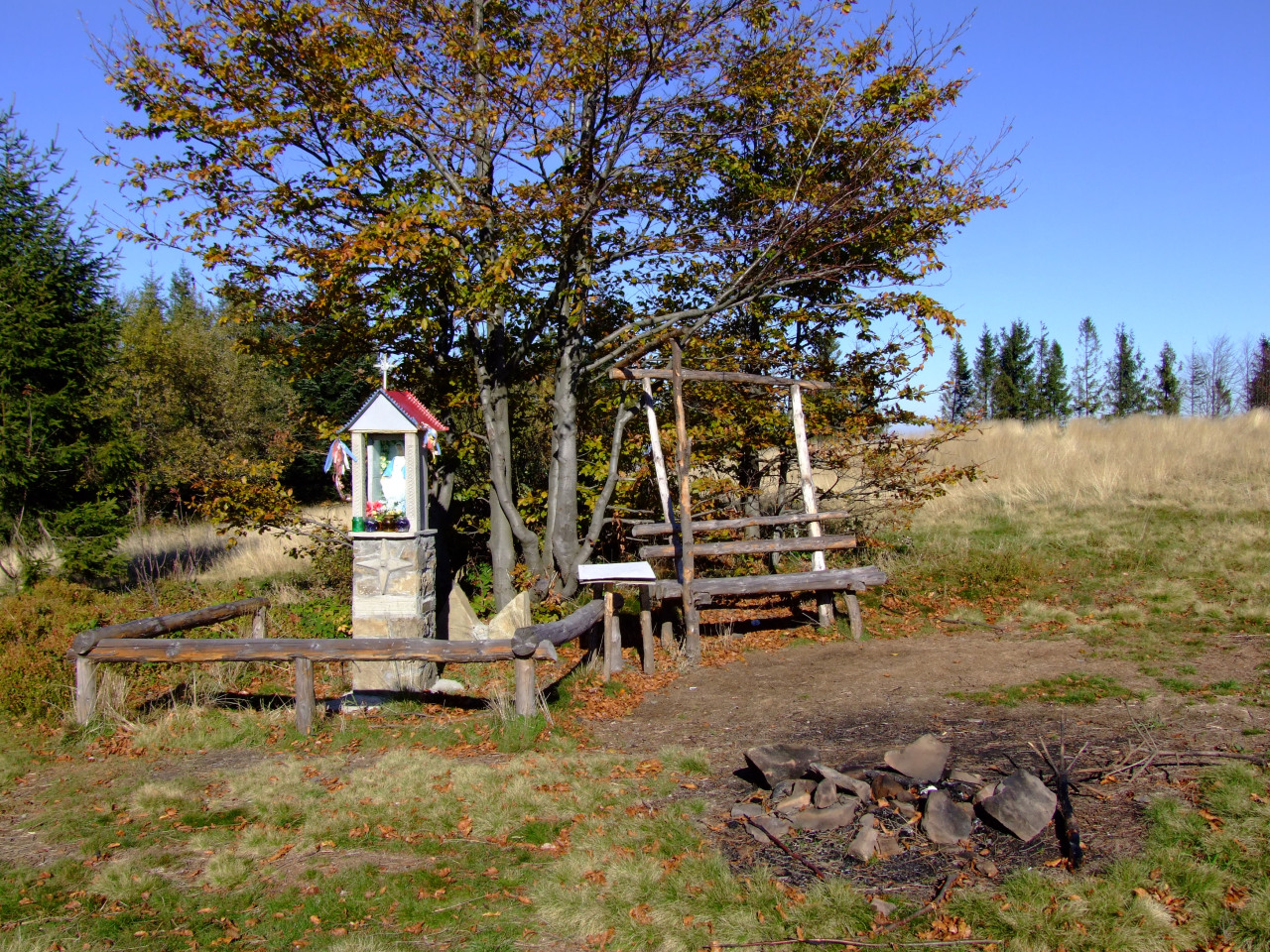
Kapliczka na polanie Jaworze

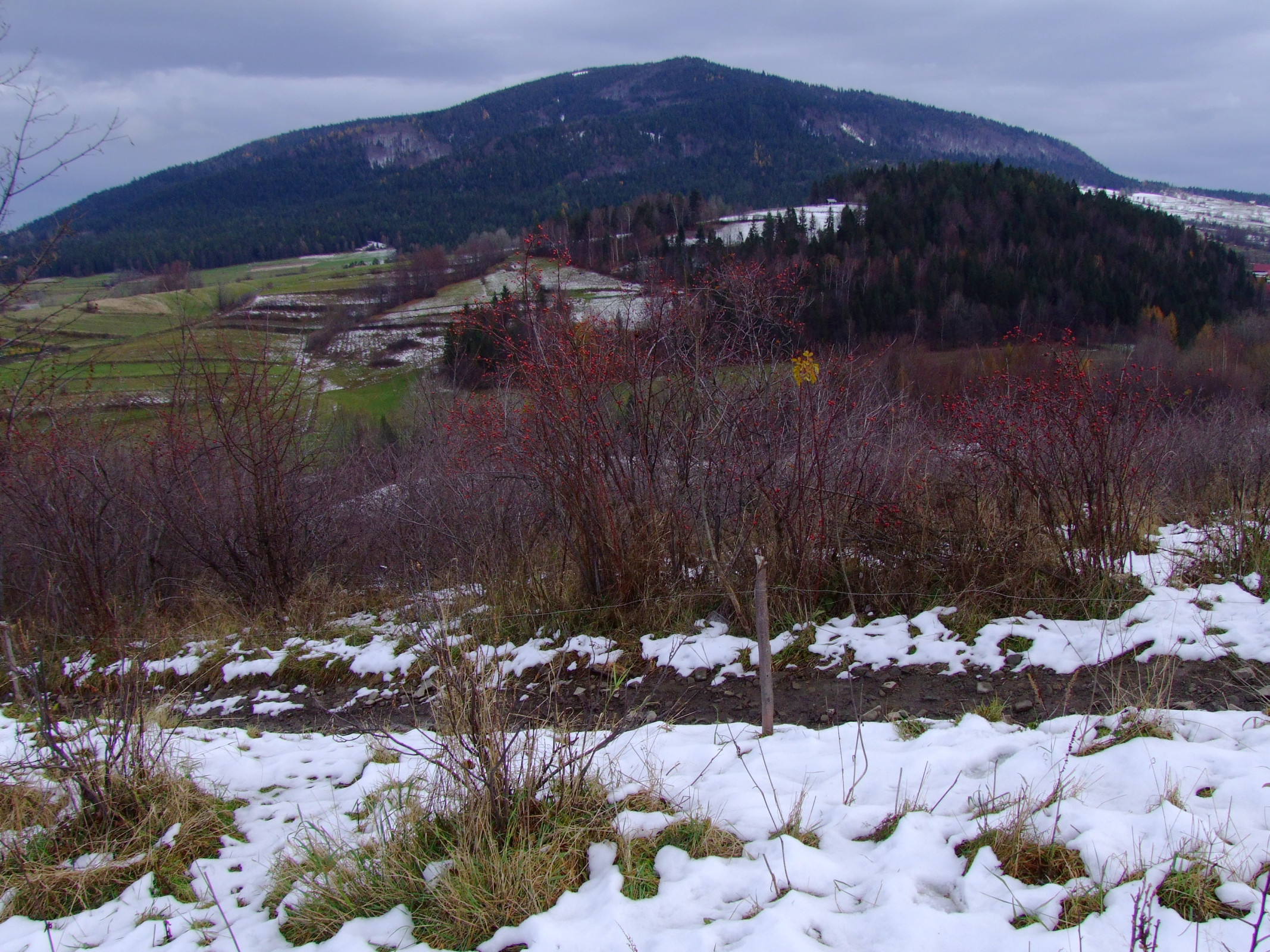
Łopień – widok ze stoków Mogielicy

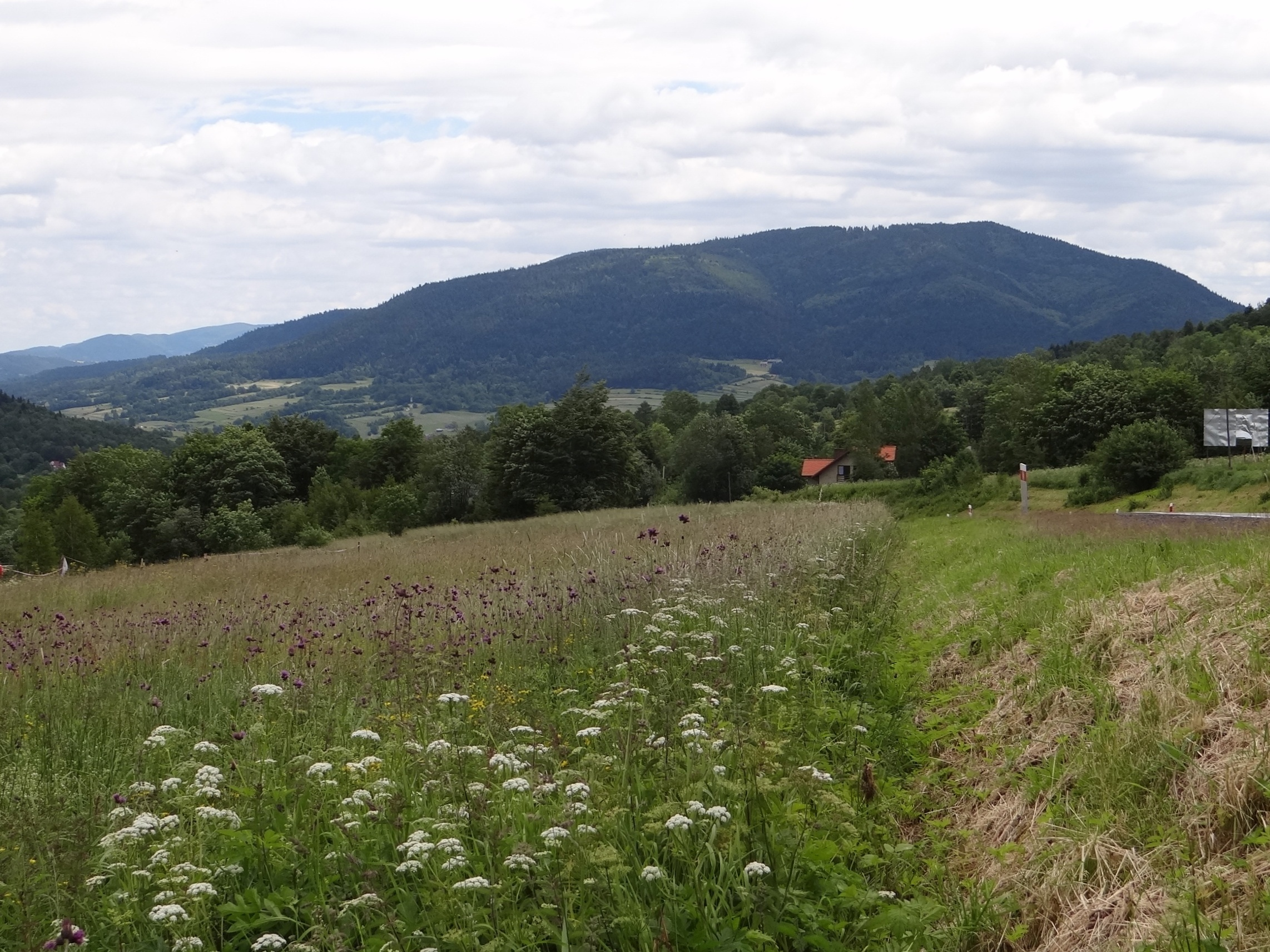
Łopień – widok z przełęczy Gruszowiec

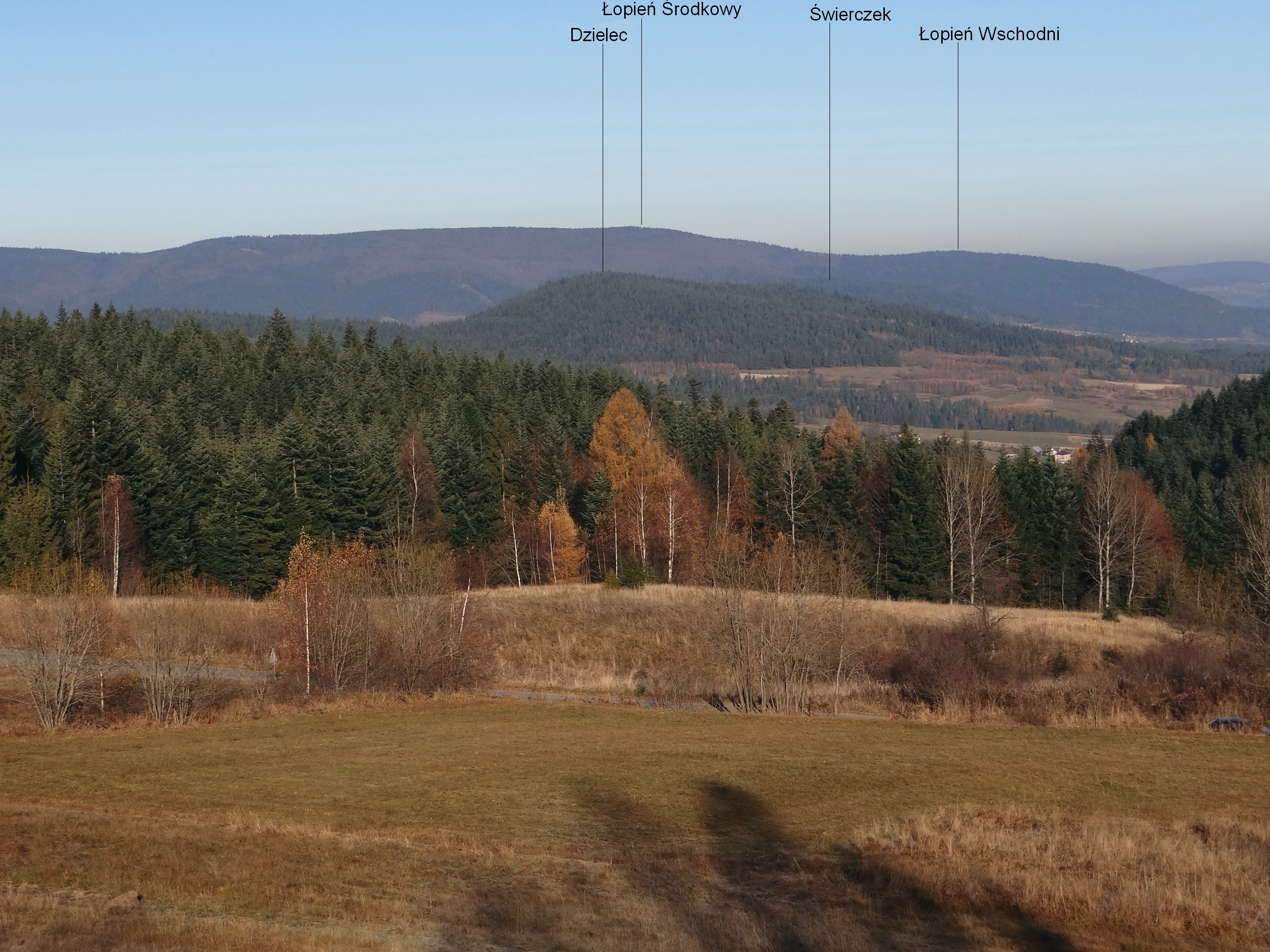
Długi grzbiet Łopienia – widok z Przełęczy Słopnickiej

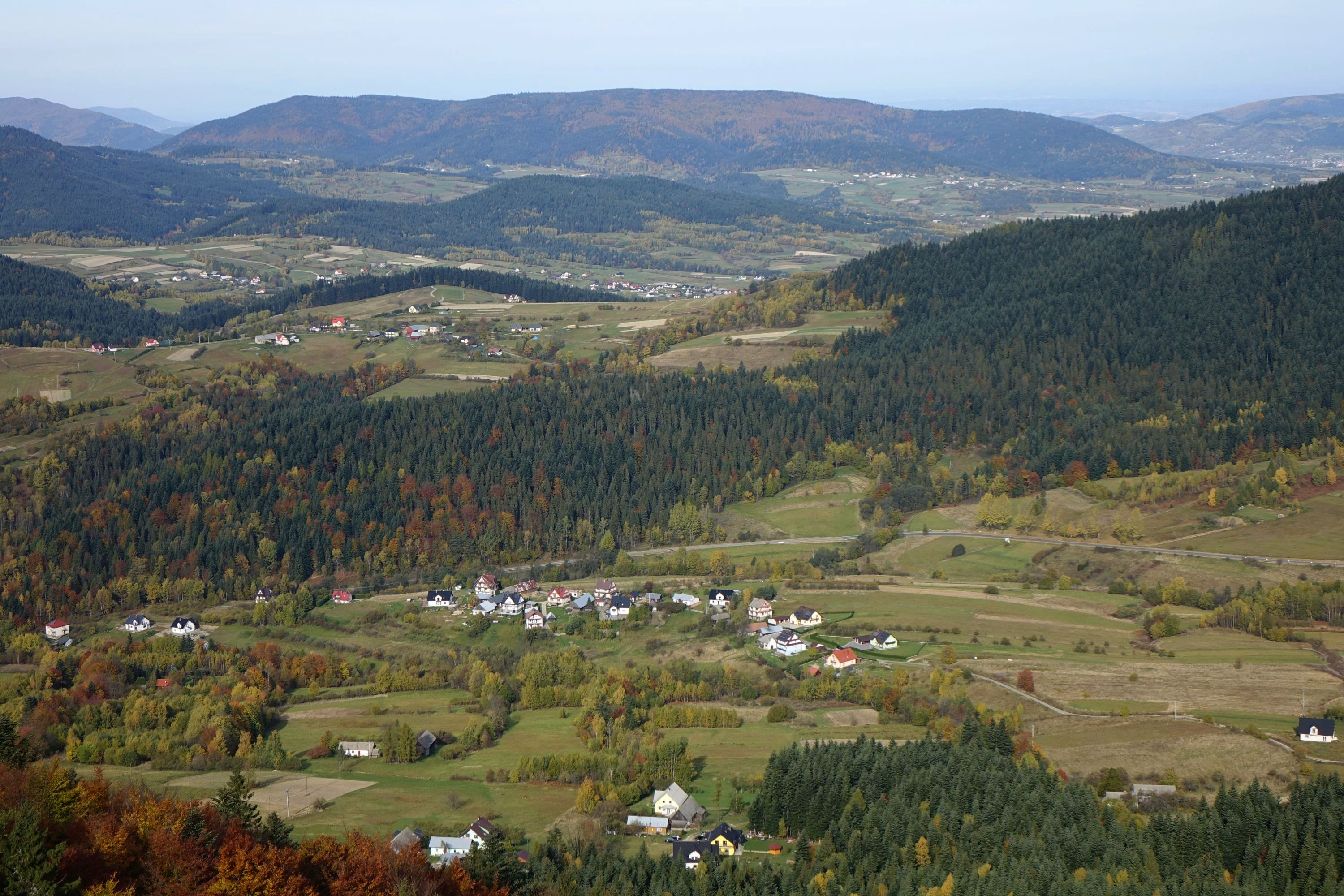
Widok z Modyni

Łopień (961 m) – masyw górski w Beskidzie Wyspowym.

## Topografia
Łopień ma rozległy i długi grzbiet przebiegający z południowego zachodu na północny wschód. W grzbiecie tym wyróżnia się trzy mało wybitne szczyty: zachodni (Łopień 961 m), środkowy (Łopień Środkowy, ok. 950 m) i wschodni Łopień Wschodni (805 m). Masyw Łopienia opływają rzeki: od zachodu Łososina i jej dopływ potok Chyszówka, a od wschodu Słopniczanka i jej dopływ Czarna Rzeka, przy czym ta ostatnia odcina od masywu Łopienia wzniesienie o nazwie Świerczek (734 m). Ze stoków Łopienia spływają do nich liczne potoki, niektóre z nich mają własne nazwy (Głęboki Potok, Nok, Suchy Potok, Rybny Potok, Chochołowski Potok). Na potokach tych znajdują się niewielkie wodospady. Najwyższy wierzchołek masywu Łopienia opada w południowo-wschodnim kierunku do wybitnej Przełęczy Rydza-Śmigłego (700 m), poprzez którą łączy się z masywem Mogielicy.
Stoki Łopienia należą do sześciu miejscowości: Dobra, Podłopień, Tymbark, Słopnice, Chyszówki i Jurków. Przebiega przez niego granica między trzema gminami: Dobra, Tymbark i Słopnice. Dawniej dzielono też Łopień na Łopień Dobrski i Łopień Tymbarski.

## Polany Łopienia
Łopień jest niemal całkowicie porośnięty lasem. Dawniej jednak cały jego grzbiet od wierzchołka zachodniego po wschodni był jedną, ogromną halą, na której tętniło życie pasterskie. Stały na niej szałasy, po których obecnie nie ma już śladu. Po hali tej na grzbiecie pozostały jeszcze cztery polany: Cechówka, Jaworze, Myconiówka i Zawadówka, z których roztaczają się interesujące widoki. Ponieważ jednak polany te znajdują się na płaskim grzbiecie, widoki z nich są częściowo ograniczone przez las. Najlepszy widok roztacza się z największej polany Jaworze i z niewielkiej polanki Widny Zrąbek po jej południowej stronie (nad Jurkowem). Na zachodnich zboczach jest polana Parkijówka, na której ukrywali się Żydzi podczas II wojny światowej. Na stokach Łopienia Środkowego jest niewielka polana Ogrody, w dolnej części stoków Łopienia istnieją też inne, nieznane turystom polany, np. Gładkie Łaziska.

## Skały i jaskinie
Łopień zbudowany jest z fliszu karpackiego. W jego masywie występują typowe dla Beskidów osuwiska, a także niewielkie wychodnie. Duże osuwisko, zwane Czartoryskiem, znajduje się na północno-zachodnim stoku, na wysokości około 770 m n.p.m., tuż powyżej szlaku rowerowego. Inne duże osuwisko z gołoborzem znajduje się na stokach południowo-wschodnich, powyżej potoku Chyszówka. Niewielka wychodnia znajduje się na punkcie widokowym Widny Zrąbek na niewielkim wyrębie po zachodniej stronie polany Jaworze (nad Jurkowem). Jest też kilka innych zgrupowań wychodni: „Na Ostrysie”, „Na Wiśni”, „Wietrzne Skały”, „Zbójeckie Skały”.
Łopień posiada największą wśród gór Beskidu Wyspowego liczbę jaskiń i schronów, głównie pochodzenia osuwiskowego. Na północnych stokach góry jest ich kilkanaście, wśród nich Jaskinia Zbójecka w Łopieniu z labiryntem ciasnych korytarzy o długości około 433 m. Jest to największa jaskinia Beskidu Wyspowego i jedno z największych w Polsce stanowisk nietoperza podkowca małego. Jest prawnie chronionym pomnikiem przyrody. Ta jaskinia znana była już od dawna. Pozostałe zostały odkryte i zbadane dopiero po 1990 r. przez grotołazów z Klubu Grotołazów Limanowa i Speleoklubu Dębickiego (m.in. A. Kapturkiewicz, B. Bubula, B. Sułkowski, T. Mleczek). Największe z nich to: Czarci Dół (długość 125 m), Złotopieńska Dziura (długość 105 m), Za Studnią.

## Przyroda
W lasach Łopienia znajdują się dobrze zachowane drzewostany jodłowe, a niektóre z jodeł osiągają wysokość do 50 m. Na grzbiecie Łopienia Środkowego, po zachodniej stronie polany Cechówka, znajduje się unikatowe torfowisko zwane „Bagnami Łopieńskimi”. Powstało ono na dnie dawnego rowu grzbietowego. Wraz z jaskiniami włączone zostało w obszar chroniony Natura 2000 pod nazwą Uroczysko Łopień. Rozległy i zalesiony Łopień jest siedliskiem licznych zwierząt. Spośród większych ssaków można spotkać tu m.in. jelenie, wilki, dziki i rysie. Na Łopieniu występują ważne dla Europy gatunki zwierząt (tzw. gatunki priorytetowe). Z ptaków są to: dzięcioł czarny, dzięcioł zielonosiwy, z nietoperzy nocek Bechsteina, nocek duży, nocek łydkowłosy, nocek orzęsiony, podkowiec mały, z płazów kumak górski i traszka karpacka.

## Legendy i ludowe opowieści
W miejscu zwanym Jeziorkami (na Bagnach Łopieńskich) podobno topiono w dawnych czasach ciała samobójców (wówczas nie wolno ich było grzebać na poświęconym cmentarzu). Z Łopieniem związane są liczne legendy i ludowe opowieści. Według jednej z nich wielkolud Łopień był małżonkiem Mogielicy. Inna legenda tłumaczy jego dawną nazwę Złotopień. Według tej legendy w dawnych czasach na Łopieniu, a szczególnie na pagórku Ostrys, zbierał kamienie „nibydziad’ i wytapiał z nich złoto. Zdarza się podobno, że i dzisiaj jeszcze krowa lub owca czasami kopytem odgrzebie bryłkę złota. Wśród starszych ludzi z okolic Łopienia częste są opowiadania o tym, że kogoś (często wraz z wozem) na Łopieniu pochłonęła ziemia, że na Łopieniu obrywały się skały i tworzyły w nich rozpadliny. Jeszcze obecnie niektórzy ludzie twierdzą, że Łopień ma podziemne połączenie jaskiniami z Mogielicą i koza wpuszczona do jednej z jaskiń Łopienia wyszła na Mogielicy. W jaskiniach Łopienia podobno ukrywali się dawniej zbójnicy i dezerterzy z wojska.

## Turystyka i rekreacja
Przez Łopień prowadzą trzy znakowane szlaki turystyki pieszej oraz szlak rowerowy. Ponadto południowo-wschodnimi podnóżami Łopienia w Słopnicach wyznakowano ścieżkę dydaktyczną „Przełom Czarnej Rzeki”. Polany Jaworze i Myconiówka są dobrymi miejscami biwakowymi. Zaraz po zachodniej stronie najwyższego szczytu (961 m) znajduje się niewielki wyrąb Widny Zrąbek ze skalną wychodnią, będący doskonałym punktem widokowym. Można do niego dojść krótka ścieżką przez las (około 50 m) z południowego skraju polany Jaworze (kierunek wskazuje drewniana strzałka). Stoi tutaj na murowanym cokole żelazny krzyż z pamiątkową tablicą, ołtarz polowy, skrzynką z księgą wpisów dla turystów i ławka. Panorama widokowa z tego punktu obejmuje leżącą poniżej dolinę górnej Łososiny oraz wzniesienia Mogielicy, Krzystonowa, Jasienia, Gorce, Ćwilin, Śnieżnicę, Wierzbanowską Górę, Pasmo Lubomira i Łysiny, Ciecień, a także Tatry. Wyrębu tego dokonali częściowo paralotniarze, którzy czasami stąd startują. W ramach cyklicznej akcji Odkryj Beskid Wyspowy wykonano na polanach Łopienia kilka ławek dla turystów.

## Piesze szlaki turystyczne
– zielony z Dobrej przez Łopień na Przełęcz Rydza-Śmigłego. Dalej przez Mogielicę, Przełęcz Słopnicką, Cichoń, Przełęcz Ostra-Cichoń, Ostrą, Szkiełek do Łukowicy
 – żółty z Tymbarku północnymi podnóżami Łopienia, przez Zaświercze (górzysty przysiółek Słopnic), Mogielicę, Krzystonów, Jasień na Przełęcz Przysłop
 Tymbark – Łopień Wschodni- Łopień Środkowy – Myconiówka
 ścieżka edukacyjna „Przełom Czarnej Rzeki”: Chodniki – Zaświercze
- czas wejścia na Łopień z Przełęczy Rydza-Śmigłego 1 h (↓ 0:45 h), suma podejść 250 m.
- czas wejścia na Łopień z Dobrej 1:45 h (↓ 1 h), suma podejść 490 m.